# Martine Ohr

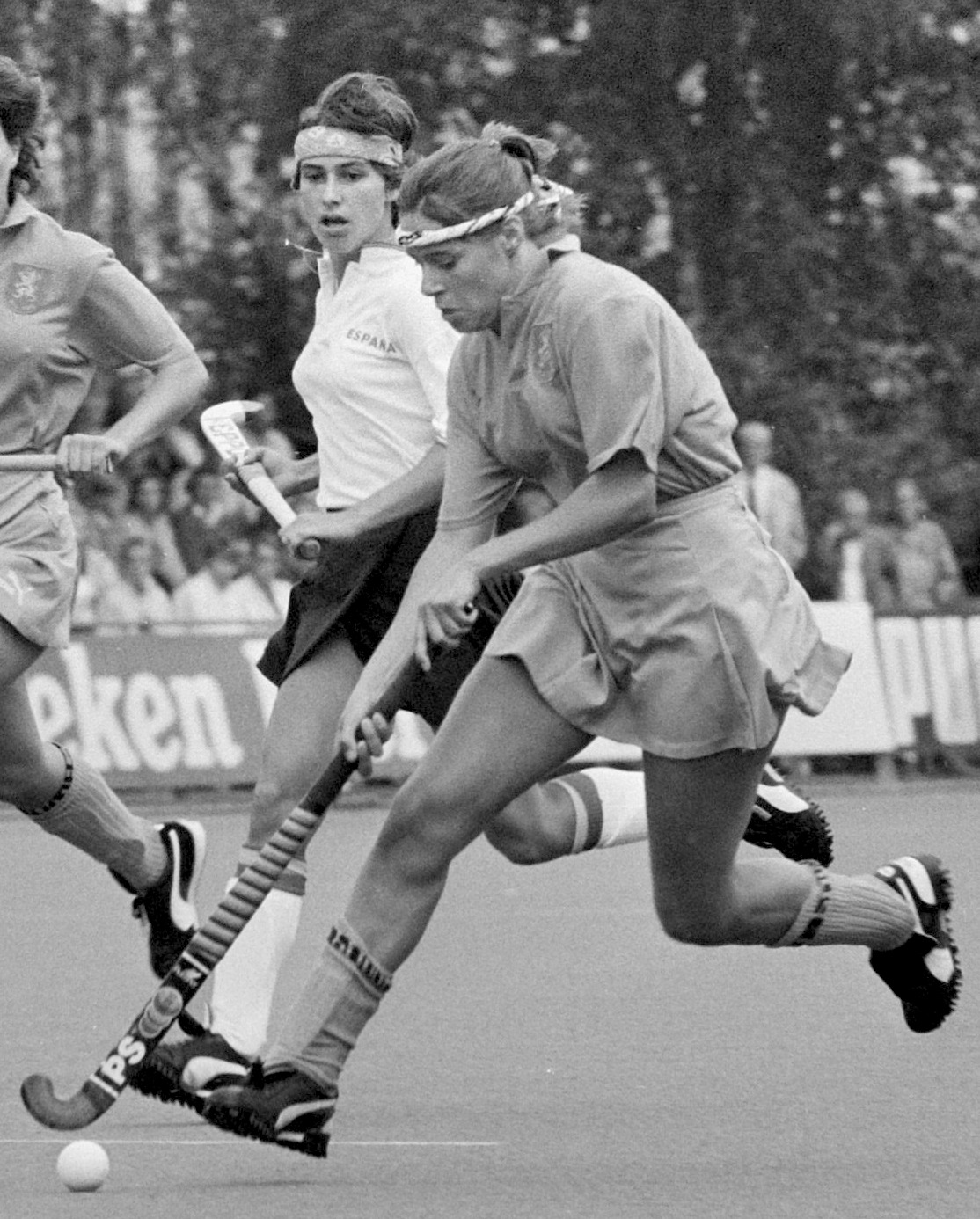
Martine Ohr (1986)

Martine Ohr (* 11. Juni 1964 in Den Helder) ist eine ehemalige niederländische Hockeyspielerin. Sie gewann mit der niederländischen Nationalmannschaft die olympische Goldmedaille 1984 und die Bronzemedaille 1988.

## Sportliche Karriere
Martine Ohr nahm 1983 an der Weltmeisterschaft in Kuala Lumpur teil und wurde in zwei Spielen eingesetzt. Im Finale, das ohne Martine Ohr stattfand, gewannen die Niederländerinnen den Weltmeistertitel. Im Frühjahr 1984 gehörte Martine Ohr zum Kader der siegreichen niederländischen Mannschaft bei der Europameisterschaft in Lille. Im Sommer 1984 wirkte Martine Ohr in einem Vorrundenspiel der Olympischen Spiele in Los Angeles mit. Im Alter von 20 Jahren hatte sie damit, wenn auch als Ersatzspielerin, alle großen Titel gewonnen.
In den folgenden Jahren war Martine Ohr Stammspielerin, sofern sie im Kader stand. 1986 waren die Niederlande gastgebende Nation bei der Weltmeisterschaft in Amstelveen. Die Niederländerinnen gewannen ihre Vorrundengruppe trotz einer Niederlage gegen das kanadische Team. Nach einem 3:1-Halbfinalsieg gegen die Neuseeländerinnen trafen die Niederlande im Finale auf die deutsche Mannschaft und gewannen den Titel mit einem 3.0-Sieg. Bei den Olympischen Spielen 1988 in Seoul unterlagen die Niederländerinnen im Halbfinale den Australierinnen mit 2:3. Im Spiel um Bronze bezwangen sie die britische Olympiaauswahl mit 3:1. Vier Jahre später nahm Martine Ohr zum dritten Mal an Olympischen Spielen teil. Beim Turnier in Barcelona verpassten die Niederländerinnen aufgrund des schlechteren Torverhältnisses als Dritte ihrer Vorrundengruppe den Einzug ins Halbfinale. In den Platzierungsspielen erreichten sie den sechsten Platz.
Insgesamt wirkte Martine Ohr von 1983 bis 1992 in 110 Länderspielen mit.
Martine Ohr spielte während ihrer gesamten Karriere für den Verein Haagsche Delftsche Mixed aus Den Haag. Nach ihrer sportlichen Karriere arbeitete sie als Juristin.